# Rechargement laser
Pour un article plus général, voir Rechargement.
Le rechargement laser est un procédé qui met en œuvre des puissants lasers associés à des dispositifs manipulateurs (commandes numériques cartésiennes ou robots). Il permet de réaliser des dépôts précis et parfaitement reproductibles sur des métaux et des alliages difficilement soudables. 

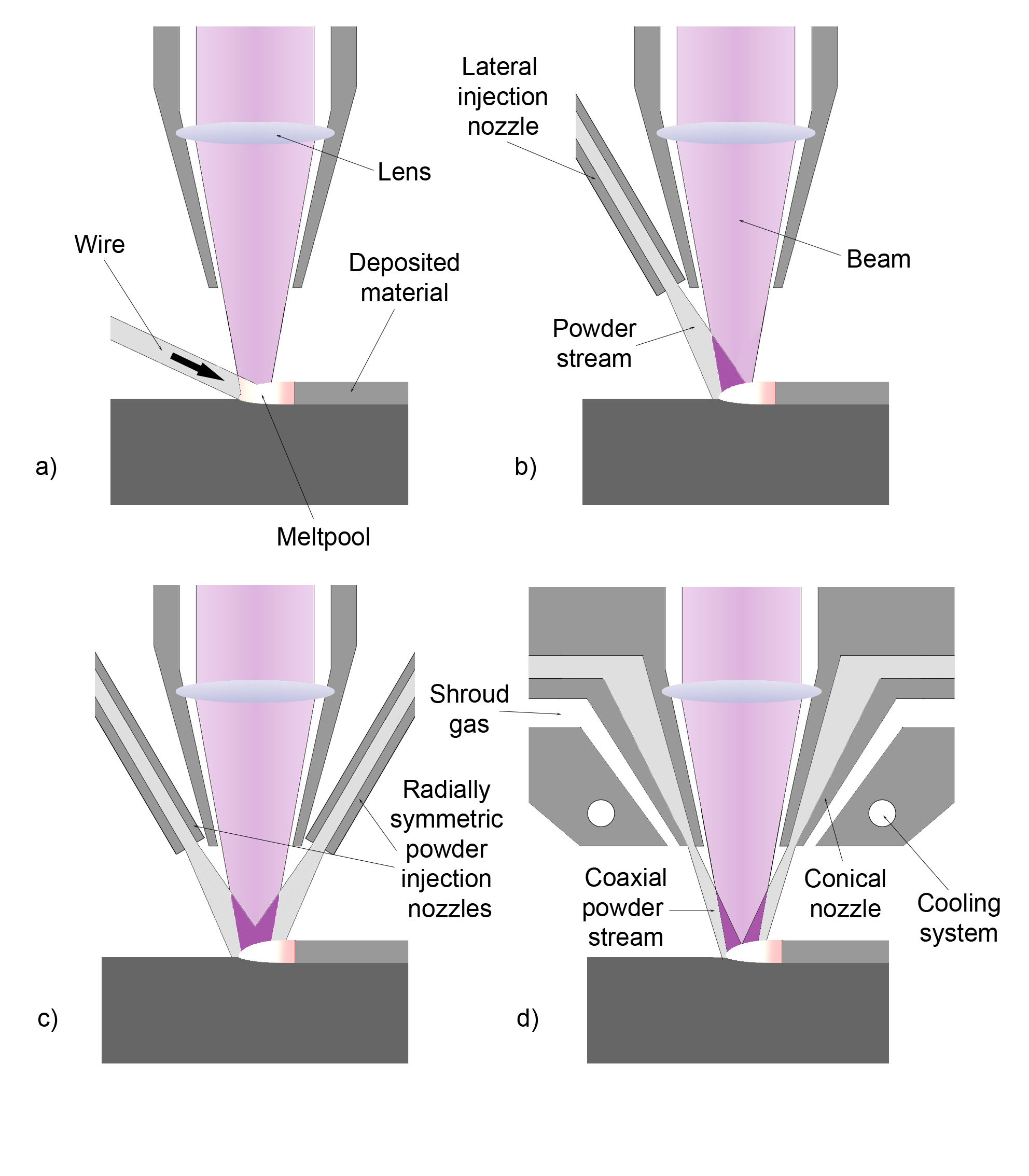
Rechargement laser : différents procédés pour le métal d'apport (fil ou poudre).

## Procédé
Le procédé de rechargement laser est appelé en anglais Laser cladding. C'est un procédé apparenté au soudage laser avec apport de métal, sous forme de fil ou de poudre.

## Applications
La réalisation de protections anti-abrasion pour les outils de forage pétrolier en particulier est d'une grande importance. Ces protections sont réalisées le plus souvent par des procédés de soudage traditionnels (arc électrique, flamme chimique). 